# Гальегильос, Мисаэль
Мисаэль Эдуардо Гальегильос Васкес (исп. Misael Eduardo Galleguillos Vásquez; 8 января 1940, Талька) — чилийский ультраправый политик, лидер Национал-синдикалистского революционного движения, националист, неофашист, антикоммунист. При военной диктатуре генерала Пиночета в 1977—1982 — секретарь правительственного ведомства по делам профсоюзов и корпораций. Отставлен после убийства Тукапеля Хименеса. Критиковал политику Правительственной хунты за экономический либерализм. После восстановления демократии выступает с крайне правых позиций, возглавляет Национал-синдикалистское движение. Известен также как профессор Чилийского университета, автор работ по социальной философии.

## Образование и идеи
Родился в семье полицейского чиновника. Луис Альберто Гальегильос, отец Мисаэля Гальегильоса, был секретарём командующего Корпусом карабинеров генерала Хорхе Ардилеса Гальдамеса. Мисаэль Гальегильос окончил в Вальпараисо престижный Лицей Эдуардо де ла Барра, затем Педагогический институт Чилийского университета. Преподавал математику в Педагогическом институте.
С подросткового возраста Мисаэль Гальегильос состоял в Католическом действии. Участвовал в создании студенческого католического общества. СВ юности проникся идеями национализма, фалангизма и фашизма. Состоял в ультраправом Национал-синдикалистском революционном движении (MRNS). Пропагандировал среди студентов сочинения Хосе Антонио Примо де Риверы. Руководил студенческим отделением MRNS в Вальпараисо, публиковался в газете Aspas, издании MRNS. Впоследствии о Гальегильосе вспоминали как о фанатично убеждённом и храбром активисте, всегда готовом к жёсткому конфликту.
Непримиримый антикоммунист и антимарксист Гальегильос крайне враждебно относился к президенту Сальвадору Альенде, его правительству и левому блоку Народное единство. Участвовал в антиправительственных акциях и в издании журнала Forja, где публиковались призывы к вооружённому свержению Альенде. Пытался идеологически и по возможности организационно объединить правых националистов консервативно-традиционалистского и ультраправого фашистского толка.

## Национальный секретарь по профсоюзам

### Идеолог национал-корпоративизма
После военного переворота 11 сентября 1973 Мисаэль Гальегильос, как MRNS в целом, полностью поддержал генерала Аугусто Пиночета и предоставил себя в распоряжение Правительственной хунты. Призывал не только искоренить коммунизм и марксизм, но и демонтировать «либерально-демократическое государство». Пиночетовскую военную диктатуру Гальегильос понимал как торжество идей национализма в ультраправой, неофашистской версии.
Сразу после переворота деятельность MRNS была приостановлена. Но в отличие от другой ультраправой организации Родина и свобода (PyL), MRNS не было распущено. В 1975 Мисаэлю Гальегильосу было разрешено воссоздать MRNS как структуру социальной поддержки правящего режима. При этом Гальегильос внёс существенные изменения в уставное построение и программную доктрину. Управление организацией стало единоличным, из идеологии были изъяты неприемлемые для хунты мотивы «фашистской революционности». Единственной допустимой революцией считались события 11 сентября 1973.
Генеральный секретариат военного правительства учредил несколько ведомств, которые курировали лояльные режиму гражданские организации. В апреле 1974 в качестве правительственного ведомства был создан Secretaría Nacional de los Gremios (SNG) — Национальный секретариат гремиос, заведовавший корпоративными и профсоюзными организациями. Директором SNG был активист PyL Эдуардо Бетч. Секретарём в 1977 назначен Мисаэль Гальегильос. Члены MRNS занимали разные посты в секретариате.
SNG контролировал связь хунты и правительственных учреждений с легальными профсоюзами. Доктрину сформулировали Пабло Родригес и Хайме Гусман — лидер и идеолог PyL. Они считали национал-синдикализм и гремиализм оптимальной идеей для чилийского профдвижения. В основу закладывались корпоративистские принципы. Кадровую основу SNG составили члены MRNS и PyL.
Мисаэль Гальегильос выступал за вытеснение не только партий, но и тред-юнионов корпоративными синдикатами-гремиос, за «социальную власть синдикатов». SNG старался выстраивать профорганизации в связке с бизнесом и администрацией, по модели интегрированных компаний. В рабочей среде пропагандировался национализм, проводились тематические семинары. Была создана Школа профсоюзов Чили для подготовки новых национал-корпоративистских профсоюзных кадров. Широко отмечался Первомай как «праздник национального труда», устраивались спортивные состязания, организовывался коллективный отдых.

### Конфликты и отставка
Две крупные силы выступали против корпоративистской политики. Хунта сохранила на легальном положении прежние профсоюзные ассоциации, не связанные с «Народным единством». Большим влиянием обладали чикаго-бойз — проводники неолиберальной экономической политики. И если в противостоянии с тред-юнионами SNG опирался на аппарат государственного принуждения, то неолибералов поддерживал сам Пиночет. Социально-экономические взгляды и позиции Пиночета и Гальегильоса существенно расходились. Отношения главы режима с идеологом корпоративизма осложнились.
В лидеры тред-юнионистского движения выдвинулся Тукапель Хименес — президент Национальной ассоциации фискальных (бюджетных, государственных) служащих (ANEF). Он был противником социалистической политики Альенде и в первые годы в целом поддерживал хунту. Однако Хименес придерживался социал-демократических взглядов, последовательно отстаивал профсоюзные права. Его авторитет и его деятельность представляли опасность для режима. Хименес подвергся давлению и преследованиям, в том числе со стороны SNG и MRNS. Считается, хотя представители MRNS это опровергают, что Гальегильос организовал слежку за Хименесом и передавал информацию тайной полиции СЕНИ.
25 февраля 1982 Тукапель Хименес был жестоко убит агентами СЕНИ и военной разведки. Это нанесло сильный удар по оппозиции. Но Пиночет воспользовался убийством для существенной перегруппировки в системе власти. Ультраправые корпоративисты оказались скомпрометированы прямым или косвенным участием. Их политическое влияние заметно снизилось, зато укрепились позиции «чикагских либералов». Мисаэль Гальегильос был отстранён от должности в SNG. Корпоративно-националистический профсоюзный проект потерпел неудачу.

## «Националист XX века»
Оставив госслужбу, профессор Мисаэль Гальегильос преподавал математику в Чилийском университете. Он довольно резко критиковал экономический либерализм правительства, но избегал критики политических устоев режима и членов хунты. В 1983 MRNS было распущено и преобразовано в Национал-синдикалистское движение (MNS). Организация утратила политическое влияние, приобрела маргинальный характер. При этом сам Гальегильос сохранял определённый авторитет в правых политических кругах
На рубеже 1980—1990-х в Чили были восстановлены конституционно-демократические порядки. Мисаэль Гальегильос побывал под следствием по делу об убийстве Тукапеля Хименеса, но признан непричастным к убийству. Допрашивался также по поводу финансирования SNG из Генерального секретариата правительства и МВД времён хунты.
Мисаэль Гальегильос по-прежнему проявлял общественную активность, выступал с политическими заявлениями, участвовал в уличных акциях крайне правого толка. Критикует Пиночета и хунту с неофашистских позиций, за «непоследовательность в национализме», особенно в социально-экономической политике. По его мнению, эта непоследовательность позволила восстановить в Чили «либерально-социалистический дуализм».
Развить MNS Гальегильос пытался через сближение с неонацистами. Издавал бюллетень Fe Resuelta — Решительная вера, где являлся единственным автором. Опубликовал несколько собственных сочинений. Призывал к «националистической конвергенции» — объединению ультраправых сил. На президентских выборах поддерживал кандидатуру Хосе Антонио Каста. Воссоздание MRNS в 2004 активистами нового поколения проходило без участия Гальегильоса и в полемике с ним. Со своей стороны, Гальегильос позиционируется как лидер MNS, выступает против президента-социалиста Габриэля Борича.
Мисаэль Гальегильос сохраняет прежнее мировоззрение, политические взгляды и оценки. Коммунизм, марксизм и «социализм XXI века» считает враждебными иберо-американской культуре. Утверждает, будто коммунистическая идеология была занесена в Латинскую Америку как «психополитический» проект Лаврентия Берии, подготовленный по схемам Антонио Грамши. Осуждает «коммунистическое потребительство» и «демократические сговоры правительств с частным капиталом». Призывает к объединению националистов — «морального резерва страны». Сам Гальегильос воспринимается как представитель праворадикальной националистической традиции XX века, сформированной под влиянием фашистских движений Европы.